# Leuconopsis
Leuconopsis är ett släkte av snäckor. Leuconopsis ingår i familjen dvärgsnäckor.
Kladogram enligt Catalogue of Life:
| Leuconopsis | \| \| Leuconopsis inermis \| \| \| \| \| \| Leuconopsis pellucidus \| \| \| \| |
|             | \| \| Leuconopsis inermis \| \| \| \| \| \| Leuconopsis pellucidus \| \| \| \| |
|             | Allochroa                                                                      |
|             |                                                                                |
|             | Auriculastra                                                                   |
|             |                                                                                |
|             | Carychium                                                                      |
|             |                                                                                |
|             | Cassidula                                                                      |
|             |                                                                                |
|             | Ellobium                                                                       |
|             |                                                                                |
|             | Laemodonta                                                                     |
|             |                                                                                |
|             | Marinula                                                                       |
|             |                                                                                |
|             | Melampus                                                                       |
|             |                                                                                |
|             | Microtralia                                                                    |
|             |                                                                                |
|             | Ophicardelus                                                                   |
|             |                                                                                |
|             | Ovatella                                                                       |
|             |                                                                                |
|             | Phytia                                                                         |
|             |                                                                                |
|             | Pythia                                                                         |
|             |                                                                                |
|             | Leuconopsis inermis                                                            |
|             |                                                                                |
|             | Leuconopsis pellucidus                                                         |
|             |                                                                                |

|  | Leuconopsis inermis    |
|  |                        |
|  | Leuconopsis pellucidus |
|  |                        |